# Llet d'ametla (Mallorca)
La llet d'ametla és una beguda tradicional de Santa Maria del Camí i dels pobles veïnats, que té els seus orígens en la creació d'un convent dels frares Mínims en aquesta localitat mallorquina l'any 1682.

## Orígens
L'ordre Mínima feia vot d'abstinència, eren vegetarians, solament compraven carn pels malalts o pels convidats, tampoc no podien beure llet d'origen animal. Per això entre els seus aliments hi havia la llet d'ametla, feta amb bessons d'ametla molts, aigua, sucre, canyella i llimona. Els frares la bevien al llarg de l'any, sobretot en ocasió de les festivitats més destacades, però hi va haver un moment en què el seu consum va travessar les parets conventuals i va arrelar entre la població, encara que tan sols és consumida per les festes de Nadal.

## Difusió popular
Segons la tradició local els dies anteriors a Nadal es posava la màquina de moldre ametles del convent a disposició del poble i molta gent hi anava amb els seus bessons pelats a fer-la. Després de la desamortització i la desaparició del convent aquesta màquina dels frares ha tengut una llarga història. En l'actualitat hi ha actius a Santa Maria del Camí, tan sols per Nadal, uns quatre o cinc molins. La llet d'ametla té un procés de cocció llarg i s'aromatitza amb sucre, canyella i llimona. Es beu calenta i mullant-hi coques de patata.

## El molí dels frares
Per bé que hi ha diverses versions, es creu que el molí originari dels frares va ser instal·lat a la botiga de Can Moranta l'any 1873 i hi va estar fins al 1909. En desaparèixer la botiga passa a ca na Mates, una altra botiga de la Plaça de la Vila. De ca na Mates va passar per diversos llocs fins que va anar a parar a mans del pintor Richt Miller. En diverses ocasions el pintor havia manifestat la seva intenció de fer que la màquina passàs al poble, per això a la seva mort l'Ajuntament la va poder adquirir als hereus i ara es troba exposada a la Casa de la Vila.

## Localitats i nuclis de població que en fan
La tradició local santamariera es va expandir pels pobles veïnats. En l'actualitat les localitats de Mallorca i barriades de Ciutat que per Nadal elaboren llet d'ametla són: Pòrtol, Santa Eugènia, sa Cabaneta, Pla de na Tesa, Pont d'Inca, es Viver, sa Indioteria i Son Ferriol.

## Recepta
Després de moldre un quilogram d'ametla crua i pelada, cosa que farà el moliner afegint-hi uns sis litres d'aigua, dins una olla de fang, destinada només a aquest ús, es posa a coure a foc lent i en començar a bullir s'hi afegeixen 1,250 quilograms de sucre diluït abans, una clovella de llimona i dos bocins de canyella en floc. El temps d cocció és dunes dues hores i mitja. S'ha de remenar de manera contínua, amb cura d'evitar que es cremi la llet.